# Pardosa lyrifera
Pardosa lyrifera är en spindelart som beskrevs av Schenkel 1936. Pardosa lyrifera ingår i släktet Pardosa och familjen vargspindlar. Inga underarter finns listade i Catalogue of Life.